# Sieg
Sieg je řeka v Německu, která protéká spolkovými zeměmi Severní Porýní-Vestfálsko a Porýní-Falc. Délka řeky je 131 km. Plocha jejího povodí měří 3300 km².

## Průběh toku
Protéká v členitém údolí mezi Westerwaldem a Sauerlandem. Ústí do Rýnu pod Bonnem.

### Přítoky
Mezi její přítoky patří Agger, který se do ní vlévá blízko Lohmaru.

## Vodní režim
Nejvyšších úrovní hladiny dosahuje na jaře, zatímco nejnižších v létě.

## Využití
Vodní doprava je možná na dolním toku. Na řece leží města Siegen, Siegburg.